# カナダ勲章

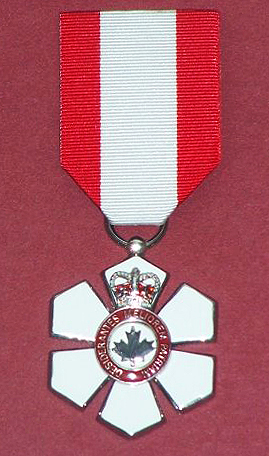
カナダ勲章のメダル

カナダ勲章（カナダくんしょう、Order of Canada）は、カナダの勲章の1つ。勲章のラテン語のモットー「Desiderantes meliorem patriam（よりよき国を望む）」で示されるような、カナダにとって功労のあった人に与えられる。

## 概要
カナダに生涯に亘って功績を残したカナダ人を称えるために、カナダ自治領成立100周年記念として1967年にレスター・ピアソン首相の提言の元、創設された。この勲章はカナダ人以外でも世界に貢献した人物に与えられる。音楽家、政治家、芸術家、テレビタレント、慈善事業家にも与えられた。カナダ国王が勲章の授与者であり、その代理としてのカナダ総督が授与する。1967年以来、5000人以上が受勲している。
カナダはイギリス連邦に属しているため、イギリス連邦のメリット勲章が民間人の受けられる最高位の勲章となり、カナダ勲章は第2位の勲章である。他に、軍人向けとしては軍事メリット勲章（カナダ独自）、警察官向けとしては警察力メリット勲章（カナダ独自）、王室関係者向けにはロイヤル・ヴィクトリア勲章（イギリス連邦）、医療従事者向けにはエルサレムの聖ヨハネ病院勲章（イギリス連邦他）がある。

## ランク
カナダ勲章には上から順に次の3ランクがある。それぞれの受勲者は名前の後に略称（C.C.など）を付記することが出来る。
1. コンパニオン (Companions of the Order of Canada, C.C.) ：最高位。毎年最大15名まで授与されるが、生存者としては同時に165名まで存在できる。
2. オフィサー (Officers of the Order of Canada, O.C.) ：毎年最大64名まで授与される。
3. メンバー (Members of the Order of Canada, C.M.) ：毎年最大136名まで授与される。
4. 非カナダ国民 (Non-Canadian (Honorary)) ：毎年最大5名まで授与される。

## デザイン
勲章のデザインは、雪の結晶をかたどったものである。コンパニオンとオフィサーは金箔、メンバーは銀箔である。中央にはコンパニオンには赤エナメル、オフィサーとメンバーにはそれぞれ金と銀でメイプルリーフがあしらわれる。

## 受勲者
主な受勲者では、コンパニオンではテリー・フォックス、ジョニ・ミッチェル、オスカー・ピーターソン、ツゾー・ウィルソンなど。オフィサーではセリーヌ・ディオン、デイヴィッド・フォスター、ウェイン・グレツキー、ダイアナ・クラール、アレックス・ライフソン、ニール・パート、ゲディ・リー、k.d.ラング、シャナイア・トゥエイン、デヴィッド・クローネンバーグ、ドナルド・サザーランドなど。メンバーではピーター・ジェニングス、田野辺みゆきなど。
外国人受勲者では、ネルソン・マンデラ、ブトロス・ブトロス＝ガーリ、ジョン・ケネス・ガルブレイス等が名を連ねている。